# 紀州鐵道
紀州鐵道股份有限公司（日语：／ Kishū Tetsudō */?），簡稱紀州鐵道或紀鐵，是一家從事房地產、酒店和鐵路業務經營的日本企業，該公司為鶴屋產業的系列企業，其總部位在東京都中央區。

## 概要
紀州鉄道為和歌山縣御坊市紀州鐵道線之營運者；該鐵道始建於1928年、落成於1931年，原名「御坊臨港鉄道」，為聯絡偏離國有鐵路紀勢本線之御坊市街區之主要鐵道路線。該路線在經營初期即面臨嚴峻情勢，並在戰後歷經風水災害與公路汽車普及化之考驗。1945年，昔日終點站日高川駅遭轟炸，房舍、油庫及車輛全數燒毀。1960年代，該路線一度面臨廢止危機。
1973年1月，御坊臨港鐵道更名為「紀州鐵道」。
1980年，為強化其企業體質，該企業成為鶴屋産業控股公司的傘下企業。
1989年，西御坊至日高川總長0.7公里區間路線廢止。
現在，不動產經營為該企業之主力事業。

## 旗下事業

### 酒店及渡假村事業
紀鉄酒店株式会社（日语：紀鉄ホテル株式会社）在日本各地經營冠名「紀州鉄道」之酒店。

### 鐵道事業
現在，其列車皆屬一人控制。近年來，由於該事業持續入不敷出，其路線再度面臨存廢問題。

#### 路線
| 中文線名   | 日文線名 | 起點 | 終點   | 距離（公里） |
| ---------- | -------- | ---- | ------ | ------------ |
| 紀州鐵道線 |          | 御坊 | 西御坊 | 2.7          |

#### 車輛

##### 現在
2輛都是從信樂高原鐵道被轉讓的二手車。
- KR301[8]
- KR205[9]

##### 昔日
- キハ603（1975年-2009年）
- キテツ1形（2000年-2017年）[10]

## 關係企業
- 鶴屋商事
- 紀州鉄道不動産
- 紀鉄航空サービス
- 紀鉄ホテル

## 外部連結
维基共享资源上的相關多媒體資源：紀州鐵道
- 紀州鉄道株式会社 （页面存档备份，存于）
- 紀州鉄道 鉄道事業 （页面存档备份，存于）
- 紀州鉄道／御坊市官方網站 （页面存档备份，存于）